# 218
| 218                |
| ------------------ |
| Dødsfald - Fødsler |
|                    |

| Gregoriansk kalender | 218 CCXVIII             |
| Ab urbe condita      | 971                     |
| Armensk kalender     | I/T                     |
| Kinesiske kalender   | 2914 – 2915 丁酉 – 戊戌 |
| Etiopisk kalender    | 210 – 211               |
| Jødisk kalender      | 3978 – 3979             |
| Hindukalendere       |                         |
| - Vikram Samvat      | 273 – 274               |
| - Shaka Samvat       | 140 – 141               |
| - Kali Yuga          | 3319 – 3320             |
| Iransk kalender      | 404 BP – 403 BP         |
| Islamisk kalender    | 417 BH – 416 BH         |

Se også 218 (tal)

## Født
- Gallienus (Publius Licinius Egnatius Gallienus), romersk kejser

## Dødsfald
- Macrinus, romersk kejser